# 野崎研一郎
野崎 研一郎（のざき けんいちろう、1966年12月25日 - ）は、日本の芸能プロモーター、元俳優。
研音グループのスリーハンドレットエンタテインメント（芸能事務所）、フォーティワン（キャラクター商品の製造販売・肖像権や商標権の管理・IT関連事業ほか）で代表を務めている。

## 経歴・人物
東京都出身。父は研音グループ創業者の野崎俊夫。
1990年前後の数年間、「戸田 研一郎」の芸名で俳優として活動し、長身かつ端正な顔立ちから若い女性を中心に人気を獲得。当時の愛称はトダケンで、バラエティ番組では『ウッチャンナンチャンのやるならやらねば!』などウッチャンナンチャンや勝俣州和と共演する機会が多く、『同・級・生』や『恋のパラダイス』といったトレンディドラマにも出演していた。
芸能界引退後、研音に新人マネージャーとして入社し、反町隆史のマネージメントを担当。突然の俳優引退は周囲を驚かせた。その後フォーティワン（ラッド・ジャパンとして1992年3月設立）の代表を経て、児玉英毅の後を継ぎ研音の代表取締役社長など芸能事業を手掛ける。

## 主な出演作品

### バラエティ
- グッドモーニングジャパン（1990年、フジテレビ）
- ウッチャンナンチャンのやるならやらねば!（1990年 - 1993年、フジテレビ）
- 森田一義アワー 笑っていいとも!（1990年、フジテレビ）

### テレビドラマ
- 夏・体験物語2（1986年、TBS） - 三村 役
- 同・級・生（1989年、フジテレビ） - 堤礼二 役
- ハートに火をつけて!（1989年、フジテレビ）
- 雨よりも優しく（1989年、TBS） - 及川晋太郎 役
- 恋のパラダイス（1990年、フジテレビ） - 斉藤敦 役
- 世にも奇妙な物語（フジテレビ）
  - 特別編「幸福の選択」（1990年10月4日） - 梨本 役
  - 第2シリーズ「留守番電話」（1991年1月24日）
- 愛さずにいられない（1991年、日本テレビ） - 柳田 役